# Kinesisk blåblomma
Kinesisk blåblomma (Ceratostigma willmottianum) är en triftväxtart som ingår i blåblomssläktet (Ceratostigma). Den härstammar från västra-centrala Kina och är en flerårig ört till halvbuske. Den förekommer odlad i andra delar av världen som en prydnadsväxt utomhus eller som en rumsväxt.

## Bildgalleri

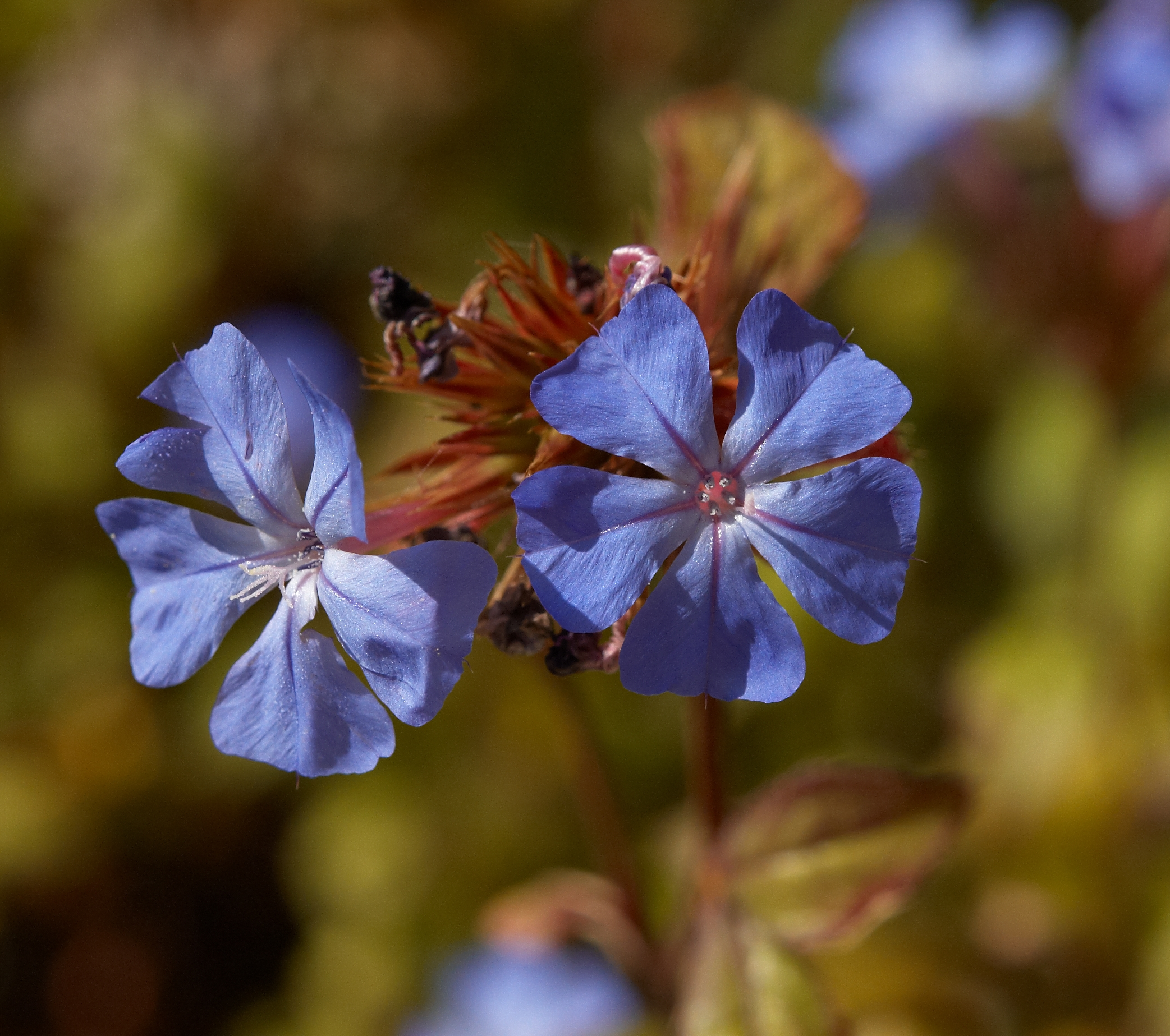
Blommor
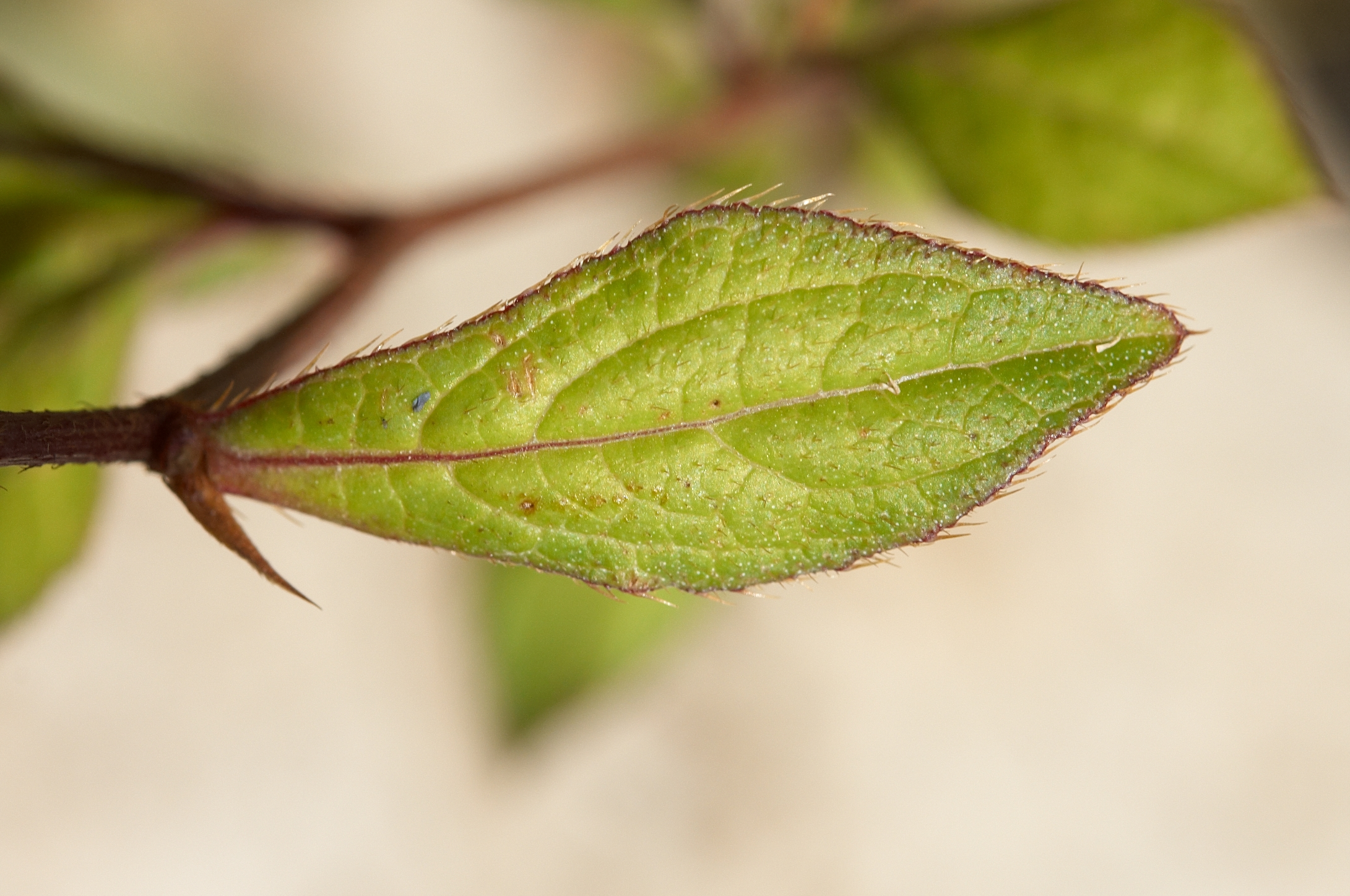
Blad